# Танака, Хироси
Хироси Танака (яп. 田中博司, 20 декабря 1941, Хиросима, Япония) — японский хоккеист (хоккей на траве), нападающий.

## Биография
Хироси Танака родился 20 декабря 1941 года в японском городе Хиросима.
В 1964 году вошёл в состав сборной Японии по хоккею на траве на Олимпийских играх в Токио, поделившей 7-8-е места. Играл на позиции нападающего, провёл 7 матчей, забил 1 мяч в ворота сборной Кении.
В 1968 году вошёл в состав сборной Японии по хоккею на траве на Олимпийских играх в Мехико, занявшей 13-е место. Играл на позиции нападающего, провёл 5 матчей, забил 2 мяча в ворота сборных Мексики и Аргентины.